# لویتپولد
لویتپولد (آلمانی: Prinzregent Luitpold Karl Joseph Wilhelm Ludwig von Bayern؛ زاده ۱۲ مارس ۱۸۲۱ – درگذشته ۱۲ دسامبر ۱۹۱۲) یک نجیب‌زاده اهل آلمان بود.